# Jindřiška Bártová
Jindřiška Bártová (uváděna též jako Jindra, rozená Ruličková, * 28. září 1942 Uherské Hradiště) je česká muzikoložka, hudební kritička a vysokoškolská hudební pedagožka.

## Život
Narodila se 28. září 1942 v Uherském Hradišti, otec Otakar Rulička se amatérsky věnoval hudbě, děd téhož jména byl na Učitelském ústavu v Brně žákem Leoše Janáčka. Po studiu Jedenáctileté střední školy J. A. Komenského v Uherském Brodě (1956–1959) vystudovala hudební vědu a češtinu na Filozofické fakultě Univerzity J. E. Purkyně (Masarykovy univerzity) v Brně (1959–1964). Promovala jako historička v roce 1964, roku 1967 získala doktorský titul.
Několik let působila jako odborná asistentka v hudebněhistorickém oddělení Moravského muzea v Brně (1964–1969) a jako tajemnice brněnské krajské pobočky hudebněvědecké sekce Svazu československých skladatelů (1968–1971), kde se podílela i na vzniku časopisu Opus musicum.
Následně se vydala na pedagogickou dráhu, když od roku 1972 učila dějiny hudby na brněnské konzervatoři a od roku 1989 začala vyučovat hudebněhistorické a teoretické předměty na Hudební fakultě Janáčkovy akademie múzických umění (HF JAMU). V roce 1992 byla habilitována docentkou a v roce 1999 se stala profesorkou. Stala se vedoucí Katedry hudebních a humanitních věd a také vedoucí Centra pro výzkum brněnské kompoziční školy, působila jako členka a opakovaně též předsedkyně Akademického senátu JAMU i senátu HF, stala se členkou Umělecké rady JAMU i Umělecké rady HF, členkou Vědecké rady Pedagogické fakulty Masarykovy univerzity v Brně a Vědecké rady Ostravské univerzity.
Centrem jejího zájmu se stala hudba 20. století, zejména česká hudba 2. poloviny 20. století. Do poloviny 90. let byla pravidelně činná jako recenzentka v denících Rovnost a Mladá fronta i v odborných periodicích Hudební rozhledy a Opus musicum. V nich působila také jako členka redakční rady: v Hudebních rozhledech 1980–1990 a v Opus musicum 1981–1992. Později se kritické činnosti věnovala občasně pro webový portál Opera plus. Rozsáhlá je její publicistická činnost, napsala či se podílela na řadě publikací o osobnostech a událostech brněnské hudební scény, např. o skladatelích Janu Kaprovi a Miloslavu Ištvanovi, o dirigentovi Františku Jílkovi, operním režisérovi Václavu Věžníkovi či muzikologovi Jiřím Vysloužilovi, redigovala také dva díly kolektivní monografie Osobnosti Hudební fakulty JAMU.
Jako organizátorka kulturních akcí se podílela na přípravách Mezinárodního hudebního festivalu Brno, stala se členkou Uměleckého výboru Mezinárodního hudebního festivalu Špilberk, dále také Professional Women’s Advisory Board, Research Board of Advisors of the American Biographical Institute či The Kapralova Society Advisory Committee v Torontu. Byla spoluzakladatelkou skladatelské skupiny Camerata Brno a v letech 1989–2008 působila jako její mluvčí.
Primátorka Markéta Vaňková jí udělila Cenu města Brna za rok 2020.
Manželem Jindřišky Bártové se 1. února 1964 stal hudební skladatel Jiří Bárta (1935–2012).